# Río Yeso
El río Yeso es un curso natural de agua que forma  de los deshielos del Paso del Portillo, cercano a las termas del Plomo, para desembocar unos 40 km después en el río Maipo,  dentro del cajón del Maipo.
Junto a los ríos Colorado, el Volcán y Mapocho son los principales afluentes del río Maipo.

## Trayecto
A una altitud de 2.500 m s. n. m. sus aguas son contenidas en el embalse El Yeso, Laguna Negra y la pequeña Laguna del Encañado. Aguas abajo, al llegar al río Maipo se encuentra la localidad de San Gabriel.
Hans Niemeyer describe el trayecto del río en las siguientes palabras: El río Yeso cae al Maípo aguas abajo de la desembocadura del río Volcán, a escasos 2 km. Drena un sector muy importante de la cordillera desde la línea limítrofe. Se forma al pie del Paso Piuquenes (4024) de la confluencia de los rios Yeguas Muertas que viene del norte y del río Plomo que proviene del Sudeste, de las faldas del cerro Marmolejo. Aparte de estos dos ríos formativos, en su curso superior y medio no recibe afluentes de importancia. Por la ribera norte, los esteros Aparejo y Casa de Piedra; por la ribera sur el principal es el estero Salinillas. En su curso superior tiene rumbo al OSO por 15 km y luego el valle cambia de direación hacia el SSO. Dicho cambio se efectúa en lo que se llamaba el "valle" del Yeso, antigua cuenca lacustre hoy aprovechada por el Embalse El Yeso. Su muro se encuentra emplazado justamente donde la vaguada del río cambia fundamentalmente de pendiente, pasando de la suave del antiguo fondo lacustre a una pendiente violenta que conservará por 20 km hasta su vaciamiento al Maipo. Este sector, que se podría considerar como el curso inferior, está flanquedo por materiales morrénicos dispuestos en terrazas. Aguas abajo del embalse, le caen al Yeso algunos cursos de agua descendidos de los hilos colgantes que coronan el cerro Mesón Alto (5297), situado en su margen izquierda. Tales son la quebrada de Los Chacayes V otros menores. Casi en su desembocadura en el Maipo se le junta por la derecha el río San Nicolás que proviene del norte, del cerro Los Peladeros (3484) y desemboca junto con el estero El Manzanito, emisario de las lagunas situadas inmediatamente al norte del embalse, llamadas Lo Encañado y Negra. Esta última es alimentada por el estero La Paloma que desciende desde el portezuelo homónimo. Tiene una superficie cercana a 5,4 km² y constituye una de las principales y más antiguas fuentes de agua potable de Santiago. La laguna de La Encañado es menos de la décima parte de aquella.

## Caudal y régimen
En toda la cuenca alta del río Maipo (hasta la estación fluviométrica en El Manzano), a la que el río Yeso pertenece junto al río Colorado, río Olivares y río Volcán, se aprecia un marcado régimen nival, con sus mayores
caudales en diciembre y enero, producto de los deshielos cordilleranos. El período de menores caudales se observa en los meses de junio, julio y agosto.: 70 

## Historia
Francisco Solano Asta-Buruaga y Cienfuegos escribió en 1899 en su obra póstuma Diccionario Geográfico de la República de Chile sobre el río:
Yeso (Río del).-—Corriente de agua que tiene nacimiento en la parte oriental del departamento de la Victoria al lado norte del volcán de Maipo; corre hacia el SO. por entre sierras de los Andes, aumentándose con un grueso arroyo que recibe del sudeste de las faldas occidentales del Tupungato y vuelve después hacia el O. á vaciar en la derecha del río Maipo á unos 14 kilómetros al SSE. de la villa de San José del mismo departamento al cabo de un corto curso. En su parte inferior corre por un pintoresco valle prolongado y de poco ancho, al lado norte del cual se hallan la Laguna Negra y la de Piuquenes. Á su cabecera se halla también el paso de los Andes, llamado de San José ó portillo de los Piuquenes.